# DFDS
DFDS (дан. Det Forenede Dampskibs-Selskab) — данська приватна судноплавна компанія зі штаб-квартирою в Копенгагені, що надає послуги з перевезення вантажів та пасажирів морським флотом. Найбільша судноплавна і логістична компанія у Північній Європі.

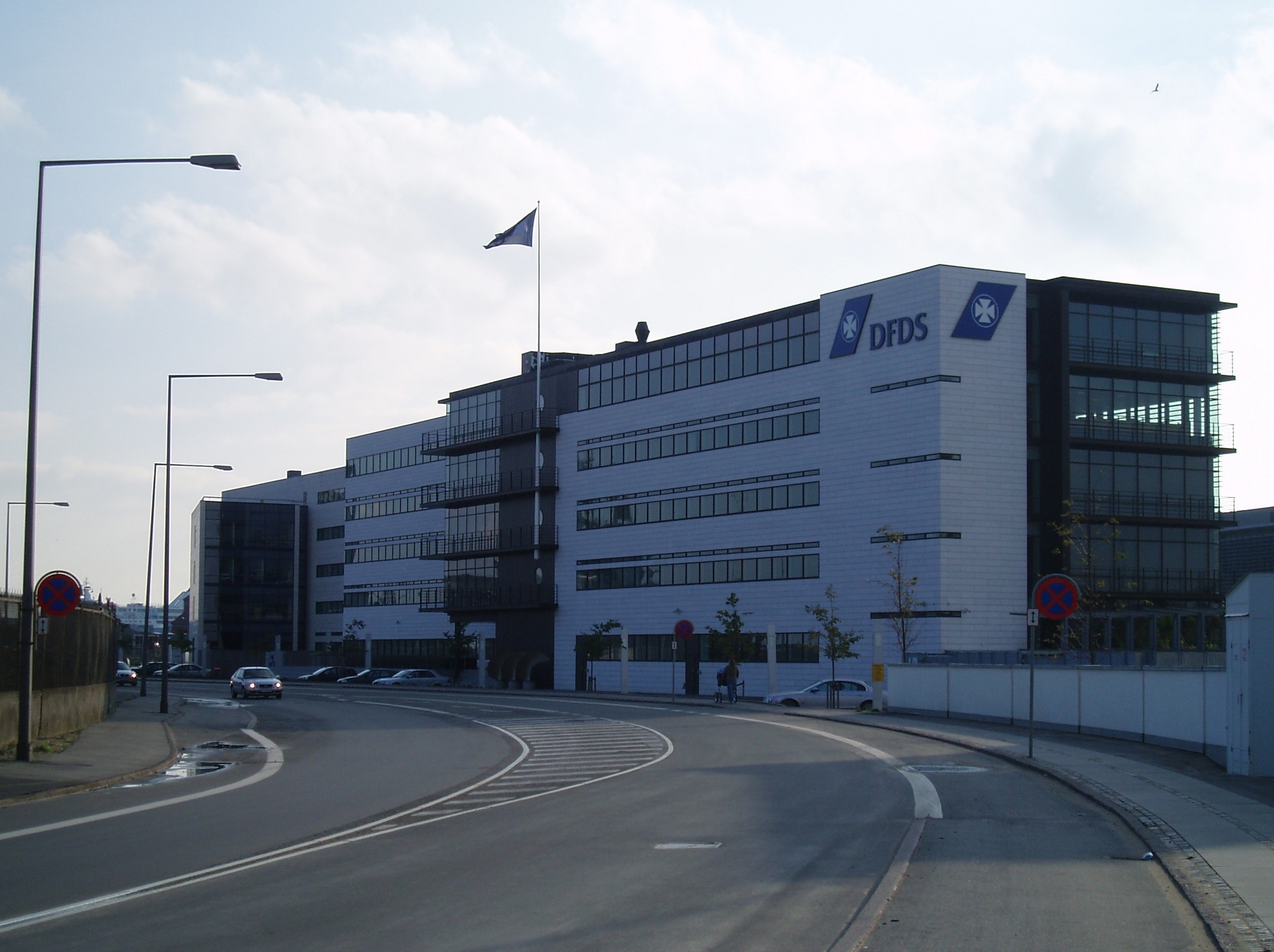
Штаб-квартира DFDS у Копенгагені

Компанія заснована 1866 року Карлом Фредеріком Тьєтгеном. Перебуває під контролем концерну «OMX Group». Має найбільший у Північній Європі флот поромів, ролкерів та круїзних суден. Є оператором регулярних поромних вантажних і пасажирських маршрутів у Скандинавії та Балтії.